# جرالد هالپین
جرالد هالپین (انگلیسی: Gerald Halpin؛ ۱۵ ژوئن ۱۸۹۶ – ۸ ژوئن ۱۹۴۴) دوچرخه‌سوار اهل استرالیا بود. وی در بازی‌های المپیک تابستانی ۱۹۲۰ شرکت کرده است.